# Aleksander Cambridge
Aleksander Cambridge, 1. hrabia Athlone, właśc. Alexander Augustus Frederick William Alfred George Cambridge, 1st Earl of Athlone, urodzony jako Aleksander z Teck (ur. 14 kwietnia 1874 w Londynie, zm. 16 stycznia 1957 tamże) – brytyjski arystokrata i polityk, gubernator generalny Związku Południowej Afryki, gubernator generalny Kanady, kanclerz Uniwersytetu Londyńskiego, książę Teck.

## Życiorys
Syn księcia Franciszka i księżniczki Marii Adelajdy. Jego dziadkami byli książę Aleksander Wirtemberski i hrabina Claudine Rhédey von Kis-Rhéde, oraz Adolf Hanowerski, książę Cambridge i Augusta Wilhelmina Heska.
Uczęszczał do Eton College. Następnie rozpoczął karierę wojskową i wziął udział w II wojnie burskiej.
10 lutego 1904 roku ożenił się ze swoją kuzynką, wnuczką królowej Wiktorii Alicją z Albany (1883–1981). Para miała trójkę dzieci:
- Maja Cambridge (1906–1994)
- Rupert Cambridge (1907–1928) i Maurycy Teck (1910), zmarli na hemofilię

W 1893 roku starsza siostra Maria wyszła za mąż za księcia Jerzego, przyszłego króla Wielkiej Brytanii.
Na początku 1914 roku miał zostać mianowany gubernatorem Kanady, jednak w obliczu zbliżającej się wojny jego szwagier król Jerzy V przekonał go do pozostania w kraju i dalszej służby wojskowej. Dowodził 2nd Life Guards. W 1918 roku został mianowany generałem. Pod koniec wojny był dowódcą misji brytyjskiej w Belgii.
W czasie I wojny światowej antyniemieckie nastawienie Anglików spowodowało, że król Jerzy V postanowił zmienić rodowe nazwisko z Sachsen-Coburg-Gotha na Windsor. Również rodzina książąt Teck postanowiła zrezygnować z tego tytułu i przybrała nazwisko Cambridge. Starszy brat Aleksandra – Adolf otrzymał tytuł markiza Cambridge, zaś on sam otrzymał tytuł Earl Althone.
Po wojnie w 1924 roku Aleksander został mianowany generalnym gubernatorem Związku Południowej Afryki. W 1928 roku został odznaczony Orderem Podwiązki. Funkcję gubernatora pełnił do 1931 roku, gdy zastąpił go George Villiers.
W 1940 roku ponownie zaproponowano mu pełnienie funkcji gubernatora Kanady po zmarłym John Buchan. Sceptyczny wobec tej kandydatury był premier Kanady William Lyon Mackenzie King. Aleksander wraz z małżonką na pokładzie RMS Queen Mary przypłynęli do Kanady, spędzili tam 6 lat. W tym czasie zorganizował w Quebec dwie konferencje, w których uczestniczyli prezydent Franklin Delano Roosevelt i premier Winston Churchill, w trakcie których omawiano plany aliantów.
Powrócił do kraju i zamieszkał w pałacu Kensington.
Odznaczenia:
- Order Podwiązki
- Order Łaźni
- Order św. Michała i św. Jerzego
- Królewski Order Wiktoriański
- Distinguished Service Order

Pełnił funkcje:
- członka Royal Society
- przewodniczącego Angielskiej Federacji Piłki Nożnej
- kanclerza Uniwersytetu Londyńskiego